# Yngling-ház
Az Yngling-ház a legrégebbi skandináv dinasztia. Az elnevezés a következő klánokra vonatkozhat:
- A Scylfingek (óészakiul: Skilfingar) egy félig mondai népvándorláskori svéd dinasztia (Kr. e. 1. század – Kr. u. 695), királyai többek között Eadgils, Onela és Ohthere. Amikor a 8-10. században a Beowulf és az Ynglingatal keletkezett, a szerzők feltételezhették hallgatóságukról, hogy sok háttérinformációval rendelkeznek ezen királyokról, mert számos célzást tesznek rájuk.
- A Széphajú-dinasztia norvég uralkodóház (872 – 1319), a norvégiai Oppland királyaitól származik. A megmaradt korai források (például a Ynglingatal és az Íslendingabók) alapján ezek a királyok a svédországi Uppland Scylfingjeitől származtak.
- A Munsö-ház, egy svéd dinasztia (795 – 1061). A legkorábbi királyai, akik a történészek szerint bizonyíthatóan léteztek, (Győzedelmes) Erik és Olof Skötkonung.

```
                                         
A Munsö-ház
```

```
                                         SIGURD RING
                                           (†794)
                                              │
                                          I. BJÖRN
                                          (777–805)
                             _________________│___________________
                             │                                   │
                         II. ERIK                              Refil
                         (795–829)                               │
                _____________│______________                 III. ERIK
                │                          │                 (816–850)
            II. BJÖRN                  II. ANUND
             (†840)                     (†872)
                │                 _________│________________
             I. OLAF              │                        │
             (†855)           IV. ERIK                  HRING
                              (849–882)                 (†880)
                     _____________│____________            │
                     │                        │        V. ERIK
                 I. EMUND                 III. BJÖRN    (†910)
                  (†935)                  (867–950)
                     │                ________│_________________
                 II. EMUND            │                        │
                  (†970)          II. OLAF                 VI. ERIK
                                   (†975)                  (940–994)
                                      │                        │
                                  Styrbjörn                III. OLAF
                                  (960–984)                (980–1022)
                                      │               _________│________
                                   Thorgils           │                │
                                  (980–1005?)    III. ANUND       III. EMUND
                                      │          (1008–1053)      (1007–1061)
                                     Ulf                               │
                                   (†1027)                         Ingamoder = Ragnvald
                                      │                           (1043–1090)│
                              
Estridsson-ház
                                 │
                                 (1047–1157)                            
Stenkil-ház

                                                                        (1061-1125)
```